# Савёловское направление Московской железной дороги
Савёловское направле́ние Московской железной дороги — железнодорожная линия от Савёловского вокзала в Москве до станции Савёлово (город Кимры) длиной 128 км. Участок до станции Дмитров двухпутный, далее однопутный. Станция Савёлово является пограничной между МЖД и Октябрьской железной дорогой (сама станция принадлежит ОЖД). Электрифицирована на всём протяжении. После станции Савёлово линия однопутная неэлектрифицированная. Участок Икша — Яхрома / Дмитров совмещён с Большим кольцом МЖД.
Имеет двухпутное ответвление в Аэропорт Шереметьево (только для поездов «Аэроэкспресс») и однопутное — от станции Вербилки до станции Дубна длиной 51 км.
Вдоль главной линии, а также вдоль ответвления в Дубну частично проходит Канал имени Москвы.
Административно линия входит в состав Московско-Смоленского региона МЖД. Управление Московско-Савёловской дистанции пути находится на станции Москва-Бутырская по адресу: Савёловская линия, 23.
При постройке линия входила в состав Московско-Ярославско-Архангельской железной дороги (1900—1906), затем Северных железных дорог (1907—1936), Ярославской железной дороги (1936—1953), Северной железной дороги (1953—1959). В составе Московской железной дороги с 1959 года.

## История
Железнодорожная линия от Москвы на Савёлово начала строиться в конце XIX века по инициативе Саввы Мамонтова, акционера и директора общества Московско-Ярославской железной дороги. В 1900 году Мамонтов был обвинён в крупной растрате и, несмотря на то, что был оправдан, был полностью разорён, и дорога была выкуплена в казну. Линия открыта в декабре 1900 года на участке от станции Лосиноостровская через Бескудниково до Савёлова. Из-за задержки с выбором места для строительства вокзала первоначально соединялась через Бескудниковскую ветку. Участок Москва — Бескудниково появился в марте 1902 года.
Изначально на дороге были станции: Бескудниково, Хлебниково, Лобня, Икша, Яхрома, Дмитров, Вербилки, Талдом, Савёлово. Впоследствии появились платформы Лианозово (для жителей дачного посёлка), Катуар, Влахернская (ныне Турист). Для заправки водой паровозов были сооружены водонапорные башни на станциях Бескудниково, Хлебниково, Икша (не сохранились), Дмитров и Савёлово (снесена в 2000-х).
В 1918 году строится ветка Савёлово — Калязин. В конце 30-х годов в связи со строительством Угличского водохранилища была в кратчайшие сроки построена железнодорожная линия от Калязина до Углича.
Ветка Вербилки — Большая Волга была построена в 1932—1935 годах заключёнными Дмитлага для строительства канала имени Москвы.
В 1940 году передана в состав Ярославской железной дороги.
Разобрана во время войны, восстановлена в 1950-х и продлена до Дубны в 1969 году.
В ходе реорганизации в 1950-х годах железнодорожная линия Москва — Дмитров — Вербилки — Калязин — Углич с веткой Вербилки — Большая Волга включена в состав Московской железной дороги.
Участок Бескудниковской ветви Лосиноостровская — Институт Пути был электрифицирован в 1945, Бескудниково — Институт Пути — в 1955. Участок Москва — Икша электрифицирован в 1954 году, Икша — Дмитров — в 1956, Дмитров — Каналстрой — в 1961, Каналстрой — Вербилки — Дубна — в 1970. Вербилки — Савёлово — в 1978. На всех участках постоянный ток, напряжение 3 кВ. Дорога после Савёлово по-прежнему не электрифицирована.
В 1987 году закрыта и разобрана Бескудниковская ветка.

### Современное развитие
В 2008 году построена двухпутная линия в аэропорт Шереметьево, регулярное движение аэроэкспрессов началось в июне 2008 года. В 2010 году ежесуточно по линии было пущено две пары обычных пригородных поездов, впоследствии отменённых. Первоначально движение осуществлялось с Савёловского вокзала, затем Белорусского вокзала без промежуточных остановок. С 2019 года поезда «Аэроэкспресс» ходят от станции Одинцово, до Окружной следуют со всеми остановками, кроме Тимирязевской.
После запуска в 2008 году аэроэкспрессов «Савёловский вокзал — Терминал Шереметьево» (позднее маршрут стал начинаться от Белорусского вокзала) была реконструирована платформа Шереметьевская в обоих направлениях. Полностью реконструированы платформа № 4 Савёловского вокзала, платформы Каналстрой, Депо, Морозки.
С 27 апреля 2011 года на Савёловском вокзале введена в строй вторая платформа (№ 5) для сквозного движения с Белорусского направления. На ней установлены навесы оранжевого цвета.
В 2009 году начато и к 2010 году окончено строительство второй пассажирской платформы на третьем пути станции Вербилки.
В 2012 году закончена реконструкция платформы Депо, в 2013 году — платформы Долгопрудная, Дегунино. В 2014 году — станция Бескудниково со строительством мини-вокзала и турникетного павильона, Луговая (платформа в Москву), станция Икша. В 2015 году — Окружная, Луговая (платформа в область), станция Яхрома. В 2016 году — Некрасовская. Реконструированы станции Дубна и Большая Волга в городе Дубна.
В 2018 году открыт обновлённый остановочный пункт Окружная.
В сентябре 2017 года распоряжением Правительства России в уставный капитал ОАО «РЖД» направлен взнос в размере 13,15 млрд рублей. Средства в сумме 9,41 млрд рублей пойдут, в частности, на строительство дополнительных остановочных пунктов Московской железной дороги и интеграцию Савёловского направления МЖД и Московского центрального кольца.

### МЦД
15 ноября 2017 года было объявлено о планах Правительства Москвы совместно с РЖД создать новую транспортную систему с тактовым курсированием городских поездов — Московские центральные диаметры (МЦД). Первая линия этой системы (D1) объединила Савёловское и Белорусское направления на участке от Лобни через Москву до Одинцово. Длина маршрута — 52 км (в том числе по данной линии — 26 км), время хода — 1 час 20 мин. Тактовое движение поездов по D1 началось 21 ноября 2019 года. Движение по Савёловскому направлению дальних пригородных поездов, экспрессов до Дубны и «аэроэкспрессов» сохранилось, за исключением экспрессов до Лобни и Дмитрова, которые были отменены при запуске МЦД-1. Маршрут обслуживает ОАО «Центральная пригородная пассажирская компания».

### Перспективы
20 декабря 2013 года на заседании Координационного совета по развитию транспортной системы Москвы и Московской области принято решение о строительстве третьего и четвёртого главных путей на участке от Белорусского вокзала до Лобни, а также новой эстакадной линии к северному терминалу аэропорта Шереметьево. Пуск линии в аэропорт планируется в начале 2022 года. Строительство новых главных путей началось в 2019 году, сроки ввода в эксплуатацию сдвинуты до 2025 года.
На линии планируется построить новые остановочные пункты: Петровско-Разумовская и Дмитровская для интеграции с метро и другими линиями МЦД, Илимская — между Бескудниково и Лианозово, при этом последний будет сдвинут к одноимённой станции метро.
В перспективе направление планируется как основной грузовой ход между Москвой и Санкт-Петербургом со строительством на всём протяжении второго главного пути и электрификацией. Это связано с необходимостью окончательно освободить главный ход Октябрьской железной дороги от остатков грузового движения.

## Движение
Движение представлено в основном пригородными поездами, поездами «Аэроэкспресс» в Шереметьево, региональным экспрессом в Дубну. Объём пригородных перевозок по линии составляет 145 пар пригородных поездов в сутки (2018).

### Лыжный поезд Яхрома
Зимой 2020—2021 регулярно ходил ретро-поезд Москва—Яхрома. Он обслуживал горнолыжные спуски, работал состав ЭР2, ходил ежедневно, кроме понедельников. В пути делал остановку на станциях Турист и в направлении Москвы на Окружной.

### Поезда дальнего следования
Поезд до Рыбинска отправляется раз в неделю с Восточного вокзала: по пятницам отправление из Москвы, в воскресенье — обратно из Рыбинска. Технически состав проходит по Савёловскому направлению, начиная от станции Дегунино, свернув с Московского центрального кольца. Один раз в день по Савёловскому направлению проходит пассажирский состав Смоленск — Архангельск, сворачивая с Белорусского направления через Алексеевскую соединительную линию. После Яхромы поезд выходит на северо-восточный участок БМО, следуя дальше на Ярославский ход. До середины 1999 года также ходил поезд до Санкт-Петербурга по длинному маршруту через станцию Сонково.

## Пригородное сообщение

### Остановочные пункты
- 41 — общее количество

из них:
- 33 — главный ход
- 8 — ответвление Вербилки — Дубна

из них:
- 7 — МЦД-1 (центральная зона, Тройка)
- 6 — МЦД-1 (пригородная зона, Тройка)
- 10 — (дальняя зона, Тройка)
- 18 — (за пределами зон, где доступна оплата Тройкой)

### Самые дальние беспересадочные маршруты пригородных электропоездов изМосквына главном ходу и ответвлениях
- Москва — Савёлово
- Москва — Дубна

### Отменённые маршруты
- Москва — Лосиноостровская

### Закрытые остановочные пункты
- Слободка
- Отрадное
- Институт Пути
- Дзержинская

### Новые остановочные пункты
- Тимирязевская
- 75 км
- 124 км
- 119 км

### Переименованные остановочные пункты
- 75 км — Имени Барсученко

### Неофициальные названия
- Карманово — 122 км (официально)

### Отменённые маршруты пригородных электропоездов изМосквыпоБМО
- Москва — Жёлтиково

### Соединительная ветвь МЦД-1
- Савёловский вокзал — Белорусский вокзал

## Пассажирские платформы
На всей линии высокие платформы. Турникетами для прохода пассажиров оборудованы Савёловский вокзал, Тимирязевская, Окружная, Бескудниково, Лианозово, Новодачная (только платформа из Москвы), Долгопрудная и станция Дмитров. Таблички с названиями станций выкрашены в оранжевый и тёмно-красный цвета (ранее — в синий и оранжевый).

## Критика
Открытие движения экспрессов Савёловский вокзал — Лобня в 2005 году, Аэроэкспресса в Шереметьево в 2008 году выявили серьёзные проблемы в организации движения на магистрали. Движение экспрессов в Лобню, Дмитров и Дубну, аэроэкспрессов в Шереметьево по одним путям с пригородными электропоездами привело к неудобствам для пассажиров последних: нарушилась регулярность расписания, интервалы в движении электричек возросли до 50 минут, переполненные электрички отстаивались в ожидании обгона экспрессами на станциях Бескудниково и Марк, это привело к чрезмерному скоплению пассажиров на станциях в часы пик, вызвало недовольство пассажиров и критику в прессе. Ситуация усугубилась с конца мая 2010 года, когда Аэроэкспрессы стали ходить с частотой раз в 30 минут. Обгон электричек экспрессами был прекращён в октябре 2015 года, когда было введено в действие оптимизированное расписание.
Реконструированные платформы на Савёловском направлении, адаптированные для электропоездов «Иволга», имеют зазор с более высоким уровнем тамбура вагонов электропоездов Демиховского машиностроительного завода в 25 см, что создаёт трудности для пассажиров с тяжёлым багажом и хозяйственными сумками, а также для маломобильных и пожилых пассажиров.